# Ameisenberg (Zittauer Gebirge)
Der Ameisenberg ist ein flachkegeliger Berg im nördlichen Zittauer Gebirge mit 575 m ü. NHN. Der Ameisenberg ist komplett bewaldet. Zahlreiche Sandsteinformationen, vor allem an der Ostseite und dem Gipfelbereich, wie Bastei, Wilde Mauer und Robertfelsen, kennzeichnen den Berg.

## Lage und Umgebung
Der Ameisenberg erhebt sich nördlich über dem Dorf Oybin am südwestlichen Rand des Olbersdorfer Beckens über den gleichnamigen Ort. An der steilabfallenden Ostseite befindet sich ein tiefer Taleinschnitt zum Töpfer. Hier verlaufen die Eisenbahnstrecke der Zittauer Schmalspurbahn nach Oybin und auch die Straße von Olbersdorf nach Oybin. Die Haltestelle „Teufelsmühle“ befindet sich im Talgrund und bietet eine Ausgangsbasis zur Besteigung des Berges. An der Westseite des Berges verläuft die alte Handelsstraße „Alte Leipaer Straße“. An dieser, an der Nordwestseite des Berges, befindet sich die Quelle „Hungerbrunnen“ mit dem „Brotstein“, einer Darstellung eines Brotes, der an eine lokale Sage erinnert.
Am Nordhang des Berges verläuft als bedeutendste geologische Störungszone die Lausitzer Verwerfung, die den Granodiorit der Lausitz vom Sandstein der Nordböhmischen Oberkreide trennt. Später wurde der Sandstein während des Tertiärs durch den Basaltvulkanismus im Kontaktbereich mit aufsteigenden Magmen thermisch verfestigt (gefrittet).

## Sage der Namensherkunft
Am Fuße des Ameisenberges soll ein wildes und rohes Riesengeschlecht gelebt haben, welches von Jagd und Raub lebte und die Bevölkerung tyrannisierte.
Im Tal zwischen Ameisenberg und Töpfer soll ein frommer Einsiedler gewohnt haben. Dieser drohte den Riesen, wenn sie ihren Lebenswandel nicht ändern, wird sie der Himmel bestrafen. Die Riesen lachten ihn aus und trieben es noch doller. Das ergrimmte den frommen Einsiedler und er verwandelte das ganze Volk der Riesen zu Pfingsten in Ameisen, die von da an den Hängen des Ameisenberges lebten.

## Wege zum Gipfel
Mögliche Ausgangspunkte für den Gipfelaufstieg sind Wanderwege, welche von Oybin und Olbersdorf auf den Gipfel führen. In der Nähe des Gipfels befindet sich eine Schutzhütte.

## Touristik und Sport
Über den Ameisenberg führen Strecken des alljährlich stattfindenden „Zittauer Gebirgslauf und Wandertreff“.
Am Ameisenberg befinden sich auch einige Klettergipfel. Beliebte Wanderziele sind die „Katzenkerbe“ und die „Bastei“.